# Смуга HOV

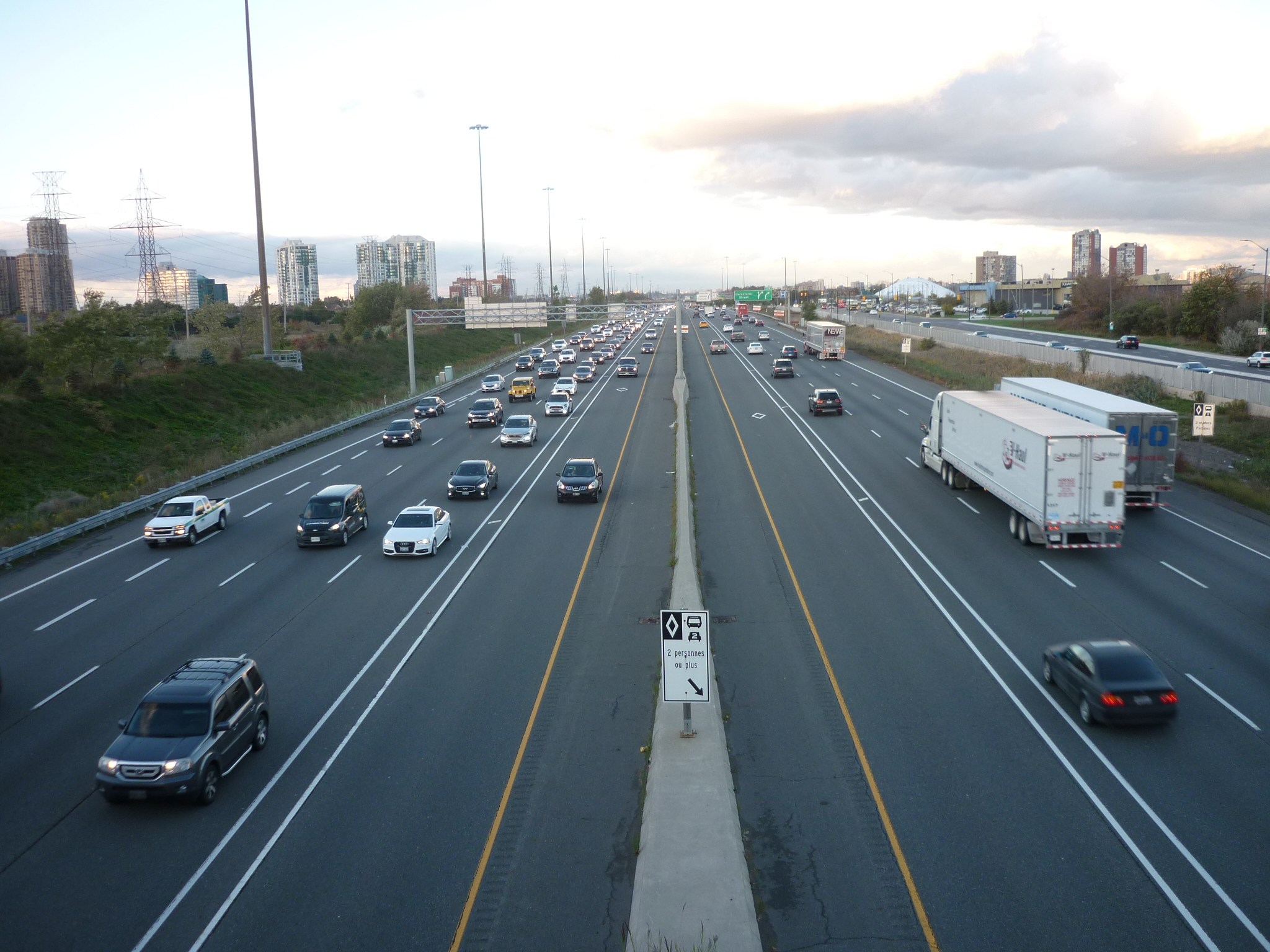
HOV смуги на автомагістралі HWY403 (Місісаґа, Онтаріо). Подвійна суцільна лінія відділяє смуги HOV від загальних смуг руху.

Смуга HOV (англ. high-occupancy vehicle lane або HOV lane, дослівно — «смуга для транспортних засобів із високим рівнем заповнення пасажирами») — смуга руху на автомобільній дорозі, відділена від інших смуг спеціальною дорожньою розміткою або фізичним бар'єром і призначена лише для транспортних засобів, у яких їдуть водій та принаймні один пасажир.
Такі смуги створюють, щоб збільшити середнє заповнення авто пасажирами і тим самим зменшити дорожні затори та забруднення повітря. Як наслідок, за цієї ж інтенсивності руху кількість перевезених осіб зростає у два-три рази.
У багатьох випадках, крім авто з кількома пасажирами, смуги HOV можуть використовувати мотоцикли, чартерні автобуси, автомобілі поліції та швидкої медичної допомоги, так звані екологічні автомобілі або, за окрему плату, авто з одним водієм. В останньому випадку такі смуги називають HOT (англ. high-occupancy toll lane).
Основна філософія HOV — змінити акцент у призначенні автомагістралей: не для переміщення транспортних засобів (ТЗ), а для переміщення людей. Така зміна акценту не є автоматичним наслідком дорожніх заторів. Навпаки, в останні два десятиріччя, за збільшення частоти та тривалості дорожніх заторів, рівень заповнення автомобілів пасажирами постійно зменшується, наближаючись до 1,1 особи на один транспортний засіб. Щоб змінити цю тенденцію, потрібні конструктивні (спорудження або виділення HOV) та адміністративні (закони та правила) заходи. У нормативних документах окремо відмічається, що HOV не є лише фізичним об'єктом, призначеним для переміщення більшої кількості людей, але й засобом, що змінює власне суспільство, спонукаючи його до використання ефективніших способів транспортування

## Термінологія
У країнах, де найбільш поширена мережа таких смуг на автомагістралях, офіційною назвою є «HOV lane». Окремою є класифікація доріг у Торонто та у Британській Колумбії, де термін «HOV lane» вживається також для смуг, виділених для маршрутного громадського транспорту на артеріальних дорогах. У цьому випадку такі смуги відповідають українській класифікації «Смуга для руху маршрутних транспортних засобів».
Щодо автомагістралей, то в Дорожньо-будівельних нормах України смуги руху такого призначення не згадуються. В українській технічній мові також відсутній короткий термін чи абревіатура для позначення таких смуг.
В інших країнах вживаються назви: carpool lane, hot lane, diamond lane, 2+ lane, transit lane, T2/T3 lane. Залежно від мінімальної кількості осіб у салоні, HOV можуть також позначатися, як HOV-2 або HOV-3.
Смуги HOV на автомагістралях не слід плутати зі смугами руху, виділеними лише для маршрутного громадського транспорту.
Смуги HOV мають чітке визначення у всіх країнах, де вони існують, — це смуги для HOV транспортних засобів. А ось визначення, які саме транспортні засоби і коли можуть вважатися HOV — у кожній країні свої, навіть в одній провінції чи штаті вони можуть бути індивідуальними для різних автомагістралей.

## Історія

### США
Ще задовго до появи ідеї HOV у США 1943 року був опублікований плакат, що закликав американців не їздити наодинці й тим самим економити пальне для армії. А наприкінці 60-х років агітаційні компанії підкріплювались конкретними кроками, щоб стимулювати спільні поїздки.

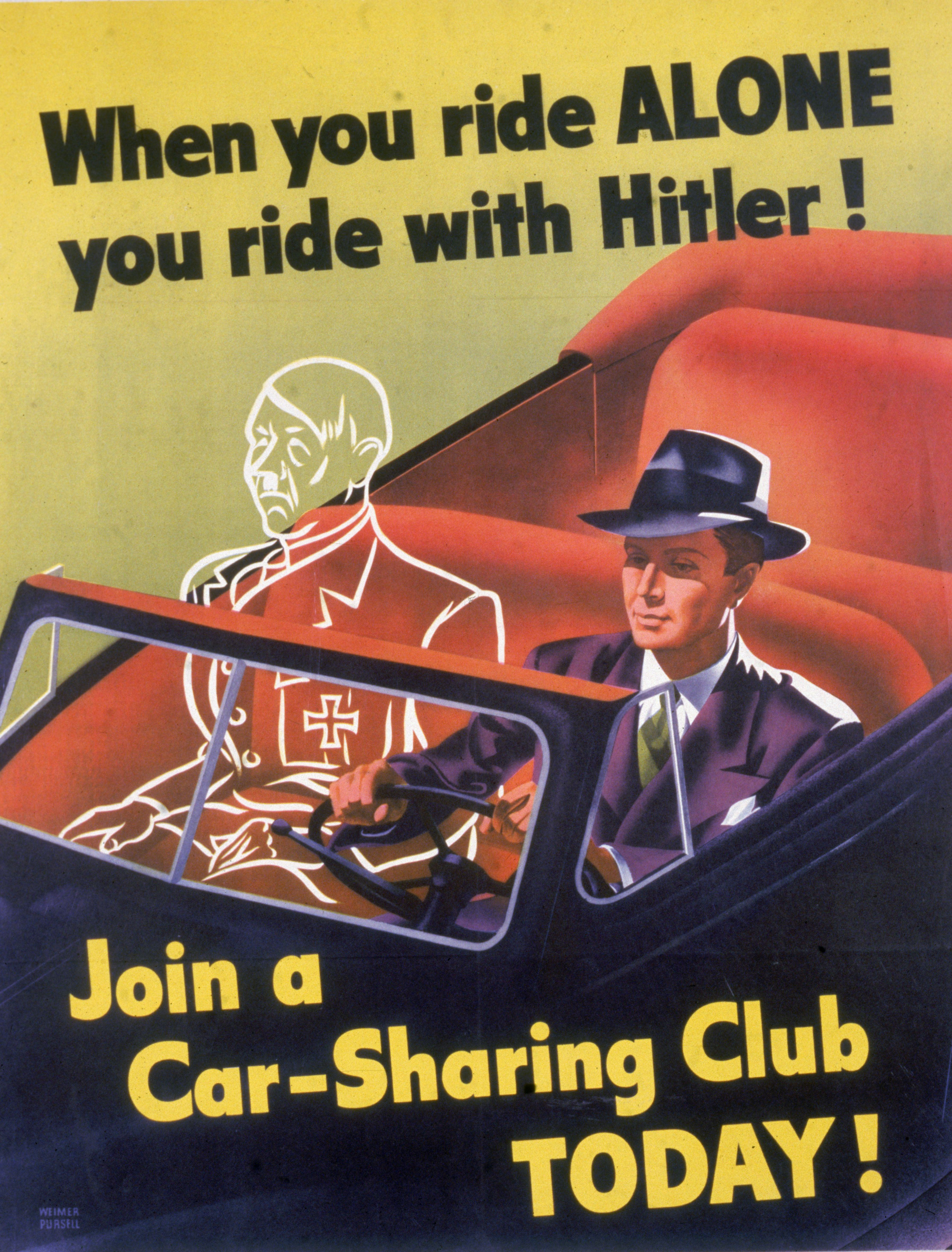
«Якщо ти їдеш сам — ти везеш Гітлера» — агітаційний плакат 1943 року.

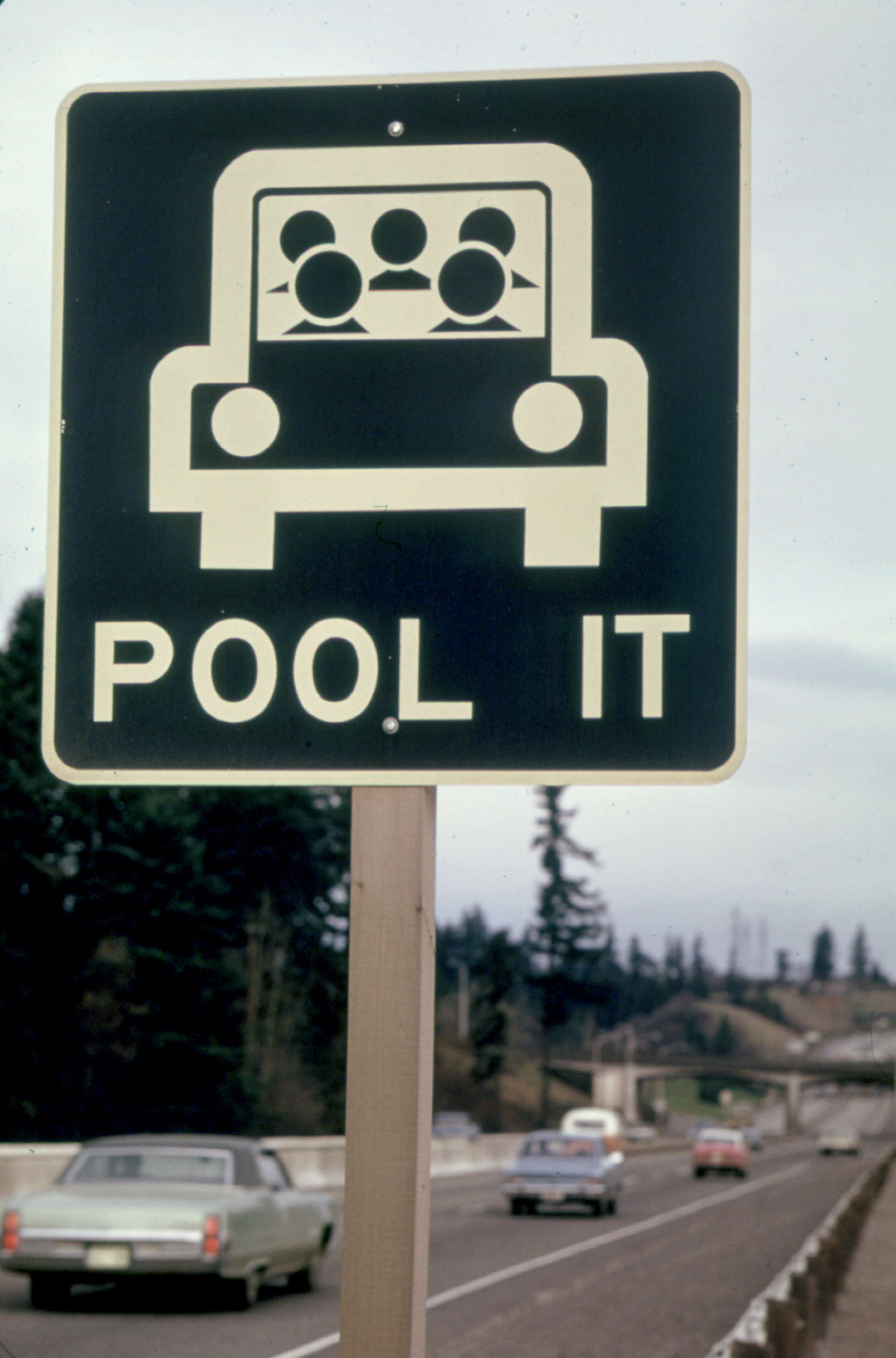
«Об'єднуйтеся» — дорожній знак, що закликав до спільних поїздок під час нафтової кризи 1973-го року

Перша HOV у Сполучених Штатах відкрита 1969 року на автомагістралях I-95 та I-395 у північній Вірджинії і призначалась лише для автобусного руху. Через чотири роки дозволено користуватися цією смугою також автомобілям із чотирма чи більше особами в салоні. З 1976 року смуги переведені в режим HOV 3+ (HOV-3). Авто, що рухаються ними, мають середнє заповнення 3,7 особи, у той час як на інших смугах заповнення становить лише 1,1 особи на авто (статистика 2005 року). При цьому інтенсивність руху на HOV становить лише 1430 ам/год проти 2370 ам/год на загальних смугах. Тобто HOV надає набагато комфортніші умови їзди.
Поштовхом для ширшого впровадження HOV у США послужила нафтова криза 1973 року і заклик президента США Річарда Ніксона до економії. Для того, щоб зменшити споживання нафти, 1974 року Федеральним законом США (англ. Emergency Highway Energy Conservation Act) було встановлено максимальну швидкість руху 55 миль/год (90 км/год). Цим же законом штатам вперше дозволено вкладати частину федерального дорожнього бюджету на демонстрацію переваг HOV. Громадськість зацікавилася ідеєю карпулінгу і штати почали випробовувати HOV на автомагістралях. А через чотири роки це пробне фінансування стало постійним.
Окрім енергетичних проблем, на початку 70-х років стала актуальною екологічна проблема — забруднення повітря вихлопними газами. Управління з охорони довкілля США отримало право контролювати заходи з поліпшення якості повітря. Планом 1973 року передбачалося перетворення 296 км автомагістралей та артеріальних доріг у Південній Каліфорнії в смуги HOV. Проте першу ділянку відкрито лише через 12 років, а ще через 8 років було споруджено лише п'яту частину від запроєктованого.
У жовтні 1990 Федеральна адміністрація доріг (ФАД) Сполучених Штатів Америки опублікувала меморандум, у якому зазначалося, що ФАД всіляко підтримує і заохочує впровадження технологій HOV, а регіональним адміністраціям видано вказівку просувати HOV та супутню інфраструктуру. На початку 90-х років у США вже було два закони, що лобіювали HOV. Федеральний закон з чистоти повітря (англ. Clean Air Act) відмічав HOV, як один із заходів, що може бути вжитий для дотримання стандартів чистоти повітря. А поправка до закону скасовувала право Управління з охорони довкілля США блокувати фінансування HOV з бюджету ФАД, якщо це блокування є частиною санкцій за недотримання приписів з чистоти повітря.
Закон 1991 року про ефективність наземного транспорту (англ. Intermodal Surface Transportation Efficiency Act - ISTEA) дозволяв фінансувати спорудження HOV з місцевих фондів, виділених на боротьбу із заторами та забрудненням повітря, якщо відсутнє федеральне фінансування. Цей же закон встановлював мінімальне заповнення транспортного засобу — водій і принаймні один пасажир (HOV 2+).
Станом на 2009 рік Каліфорнія мала найрозвиненішу мережу HOV — 88 ділянок, наступними були Міннесота — 83 ділянки, Вашингтон — 41, Техас — 35 і Вірджинія — 21 ділянка. Лише три ділянки автомагістралей у США мають HOV з двома смугами руху в кожному напрямку I-110 і SR-91 у Лос-Анджелесі та I-495 у Вашингтоні.
У 2012 році в США налічувалось 126 ділянок HOV завдовжки понад 1600 км.

### Канада
У Канаді перші HOV відкриті у Ванкувері та Торонто на початку 90-х років. За ними невдовзі збудували подібні смуги в Оттаві, Гатіно, Монреалі та Калгарі. У 2010 вже було 35 ділянок HOV завдовжки понад 280 км. Дослідження 2006 року, проведені Міністерством Транспорту Онтаріо, показали, що подібні смуги економлять 14—17 хвилин часу на кожну поїздку. За цими ж результатами, сумісні поїздки почали практикувати 40 % водіїв (проти 17 % у 2005 році). Середня швидкість на HOV теж підвищилася — з 60 км/год до 100 км/год.
Під час параолімпійських ігор 2015 року на кількох автомагістралях 400-ї серії відкривалися тимчасові HOV, а на існуючих були встановлені тимчасові вимоги — 3 особи в салоні.
У червні 2016 року МТО запустило пілотний проєкт, яким передбачається видача дозволів на користування HOV для водіїв без пасажирів. Вартість — CAD $180 за три місяці. Для початку видається лише 1000 дозволів, які роздаються методом жеребкування.

### Європа

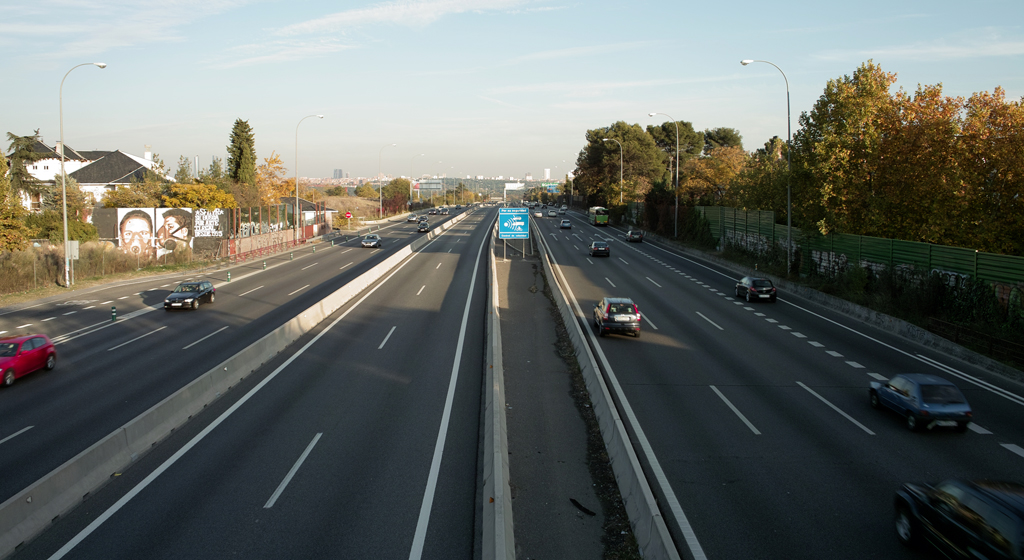
Автомагістраль N-VI з двома реверсивними HOV поблизу Мадрида.

У Європі є лише кілька прикладів впровадження HOV. Основна причина «непопулярності» цієї ідеї в тому, що європейські держави, у порівнянні зі США та Канадою, мають краще розвинуту систему громадського транспорту і менше автомагістралей з трьома та більше смугами руху в кожному напрямку (за однієї виділеної HOV повинно залишатися принаймні дві смуги для загального потоку). Популярнішим є виділення смуг руху для автобусів та надання їм пріоритету перед іншими ТЗ. Проте європейські автомагістралі мають ту ж проблему, що й американські, — слабке заповнення ТЗ, яке наближається до 1,3 особи на одне авто.
Першу HOV у Європі відкрито 1993 року поблизу Амстердаму в Голландії. 7 км відділеної бар'єром HOV не привабили достатньої кількості водіїв, громадськість різко критикувала це нововведення і через 10 місяців судовим рішенням їх перевели в реверсивні смуги руху загального користування. У рішенні суду вказувалося, що чинне законодавство Голландії не передбачає концепцію карпулінгу і тому впровадження HOV порушує принцип рівноправності громадян.
Іспанія стала наступною європейською країною, що відкрила HOV. На автомагістралі N-VI дві серединні смуги руху, відділені від основного потоку бетонними бар'єрами, працюють у реверсивному режимі. Вони є найстарішими HOV у Європі. Реверсивний режим унеможливлює сполучення цих смуг зі смугами загального користування, тому доступ до них зроблений через підземні рампи.
Перша HOV (2+) у Великій Британії була виділена на артеріальній дорозі (не автомагістралі) A647 поблизу Лідса. Спочатку як тестова ділянка, а згодом стала постійною, втім її 1,5 км насправді не впливають істотно на транспортний рух, натомість продовжують бути тестовою ділянкою для наступних випробувань.
Австрія має 2,8 км HOV 3+ поблизу міста Лінц, Швеція — 8 км HOV 3+ поблизу Стокгольма, Норвегія — 800 м у Тронгеймі, а також у Осло та Крістіансанні. Моделювання та спостереження, проведені в Норвегії, показали, що HOV лише трохи підвищують заповнюваність авто, і практично не впливають на транспортний потік. Єдиний відчутний результат — поліпшення автобусного зв'язку.

### Нова Зеландія та Австралія
Перші HOV в Австралії (місцева назва англ. Transit Lane T2/T3) відкрито в Мельбурні в лютому 1992.
У 2012 році подібні смуги вже існували в Канберрі, Сіднеї та Брисбені.
В Окленді (Нова Зеландія) існують більше десятка коротких ділянок HOV. Більшість з них влаштовані на в'їзних рампах до автомагістралей, що дозволяють об'їжджати рампові лічильники. Проїзд ними дозволений авто з принаймні двома чи трьома особами, автобусам, мотоциклам, електромобілям (без обмеження заповнення салону). Кілька коротких Т2 та Т3 у передмісті Окленда працюють за графіком пікових навантажень.

### Індонезія
У Джакарті смуги HOV 3+ запроваджені 2003 року, щоб хоча би трохи зменшити пікове навантаження на дорогах. Майже відразу після відкриття HOV 3+ виникла нова професія для бідного населення — «jockey». Люди займалися тим, що пропонували себе як тимчасових пасажирів для HOV. Найкраще це виходило в жінок з дітьми, яким вдавалося заробити до 15 доларів за день — як заробіток кваліфікованого спеціаліста. Як наслідок, ці смуги руху мали дуже малу ефективність і в 2016 році уряд вирішив їх скасувати. Натомість були введені нові правила, за якими авто з парними та непарними номерними знаками могли їздити лише в різні дні. У перші місяці стало ще гірше — середня швидкість траспортних потоків зменшилася майже вдвічі.

### Китай
У Китаї є кілька ділянок HOV, що працюють у години пік: у містах Шеньчжень, Ченду та Далянь.

## Проєктні рішення

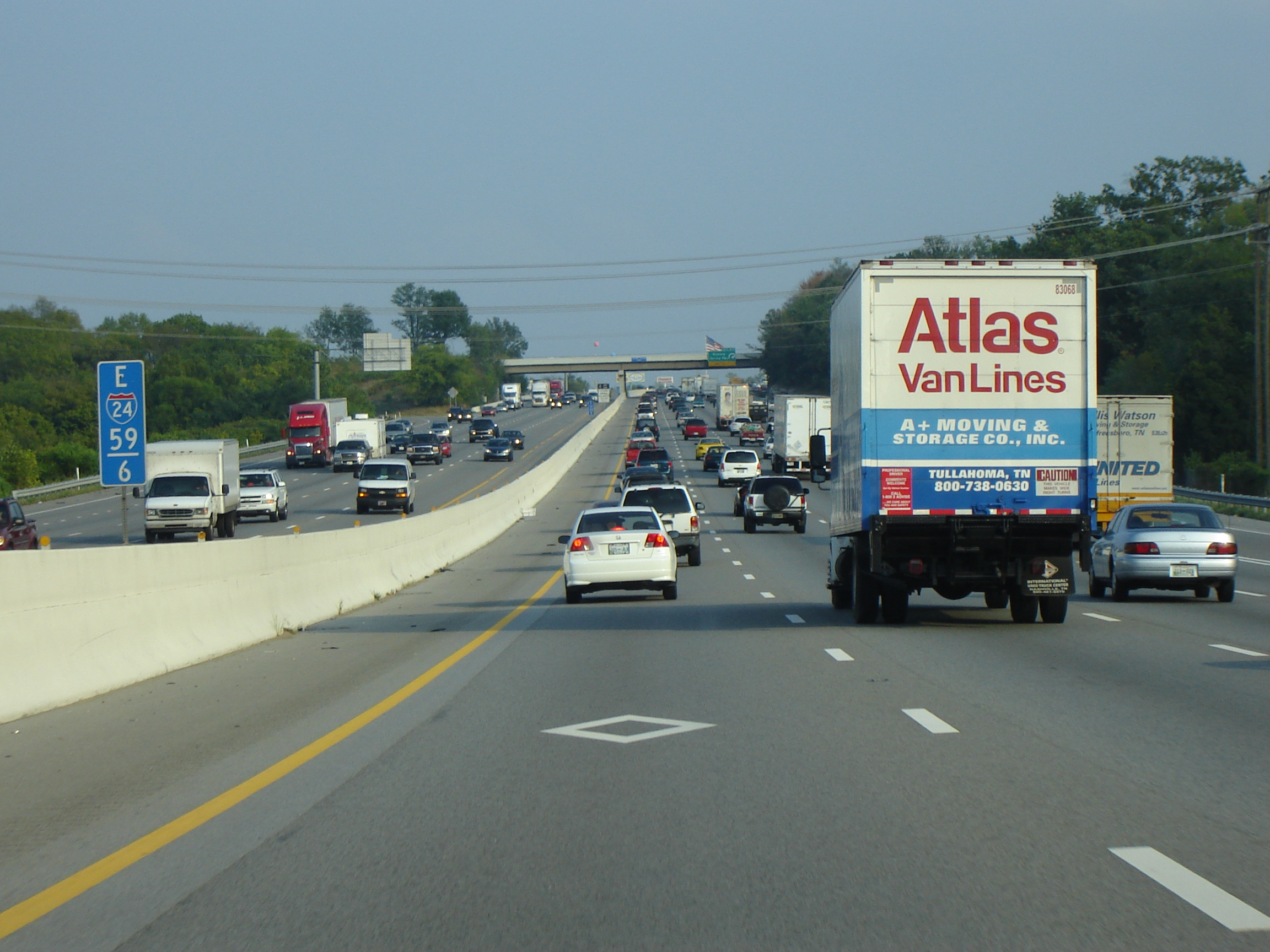
«Гнучкі-HOV» смуги на автомагістралі I-24 у Нашвіллі (Теннессі). Ці смуги працюють як HOV лише в будні дні тижня в години пік. Решту часу вони надані для загального користування. Тому вони не відділені суцільною розміткою від інших смуг руху.

Для смуги HOV на автомагістралях виділяється зазвичай крайня ліва смуга руху, на міських дорогах — серединна або крайня права смуга. HOV можуть бути постійними або тимчасовими, які слугують такими в певні години пік. Тимчасові HOV можуть також мати змінний напрямок руху, залежно від інтенсивності транспортного потоку. Наприклад, до центру міста — у ранкові години та від центру — у вечірні.
При всій видимій простоті прокладання, геометрія смуг HOV досить складна і їй присвячена значна частина нормативних документів. Пов'язано це з тим, що HOV належать до автомагістралей, де ставляться високі вимоги щодо безпеки руху та пропускної спроможності. А безпека руху на автомагістралях у першу чергу забезпечується великими радіусами кривизни у плані та профілі дороги, широкими смугами руху, однозначно зрозумілою дорожньою розміткою та знаками. Найскладнішим є проєктування транзитних зон, де смуги HOV з'єднуються із загальними смугами або переходять на іншу автомагістраль.
HOV смуги можуть бути відділені від основних смуг руху дорожньою розміткою (тобто фізично належати одній проїзній частині) або бути на окремому земляному полотні, паралельно основній дорозі, у тунелі або на естакаді. Наприклад, I-110 у Каліфорнії має чотири HOV смуги, що винесені на естакади.
У багатьох випадках HOV працюють у реверсивному режимі і змінюють дозволений напрямок руху в ранкові та вечірні години пік. Граничний випадок — автомагістраль I-66 поблизу Вашингтона. У ранкові години всі смуги, що ведуть до центра Вашингтона, працюють як HOV. У вечірні години навпаки — західний напрямок повністю переводиться в HOV.
Зазвичай середня швидкість руху на HOV та загальних смугах різна, і найбільшою ця різниця є в години пік. Це створює небезпечну ситуацію, якщо HOV не відділена фізичним бар'єром від інших смуг. Аварійна ситуація може виникнути, якщо хтось із водіїв із загальної смуги порушить правила і несподівано переїде через суцільну роздільну лінію на HOV. Навіть, якщо це транзитна ділянка, де є доступ до HOV, аварійна ситуація все одно може виникнути, зокрема, коли основні смуги руху майже не рухаються через затор і нетерпеливий водій із загальної смуги руху спробує перестроїтися на HOV. Тобто, зі смуги з майже нульовою швидкістю авто потрапляє на смугу, де авто рухаються з високою швидкістю (80—120 км/год). Аналіз статистики ДТП, проведений Інститутом транспорту Техасу, показав, що відсутність фізичного бар'єру збільшила кількість аварій із травмами майже на 50 %. Втім, там же стверджується, що на сусідній автомагістралі I-30 аварійність не змінилася.

## Дорожні знаки та розмітка

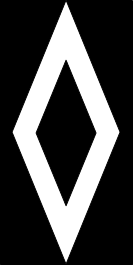
Знак ромба на покритті HOV

У США та Канаді смуги HOV позначаються білим ромбом (англ. Diamond lane) на покритті дороги. Перед початком та закінченням, а також на всій довжині HOV встановлюються вертикальні інформаційно-вказівні знаки. Зазвичай ці смуги (3,75 м) відділені від основних буфером, завширшки 1,25 м із суцільною розміткою. Окрім того, інколи поверхня буферних зон має діагональну розмітку, щоб привернути увагу водіїв, що цей буфер не можна перетинати.
Такі смуги можуть мати інший колір асфальтового покриття, як, наприклад, в Австрії. У Британії на смуги наноситься текст «2+ LANE».
Перед перетинами автомагістралі з іншими дорогами, а також після них, буферна розмітка змінюється на переривчасту, щоб дати змогу водіям з'їхати чи заїхати на HOV. Стандартна довжина переривчастої розмітки для перестроювання авто — 300—450 м.

Зразки дорожніх знаків
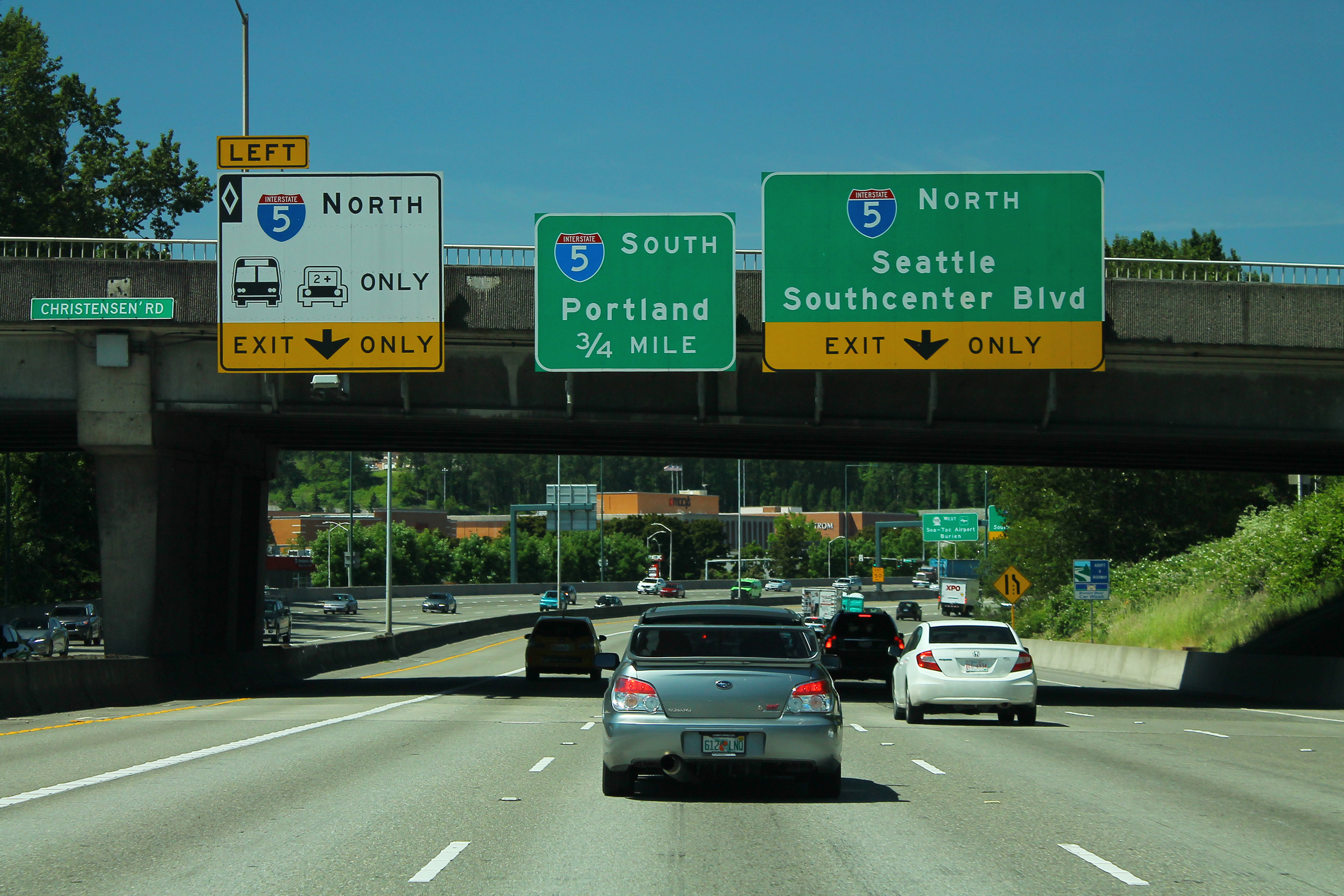
Лівий знак попереджує, що крайня ліва смуга призначена лише для автобусів та авто з двома й більше пасажирами (Сіетл).
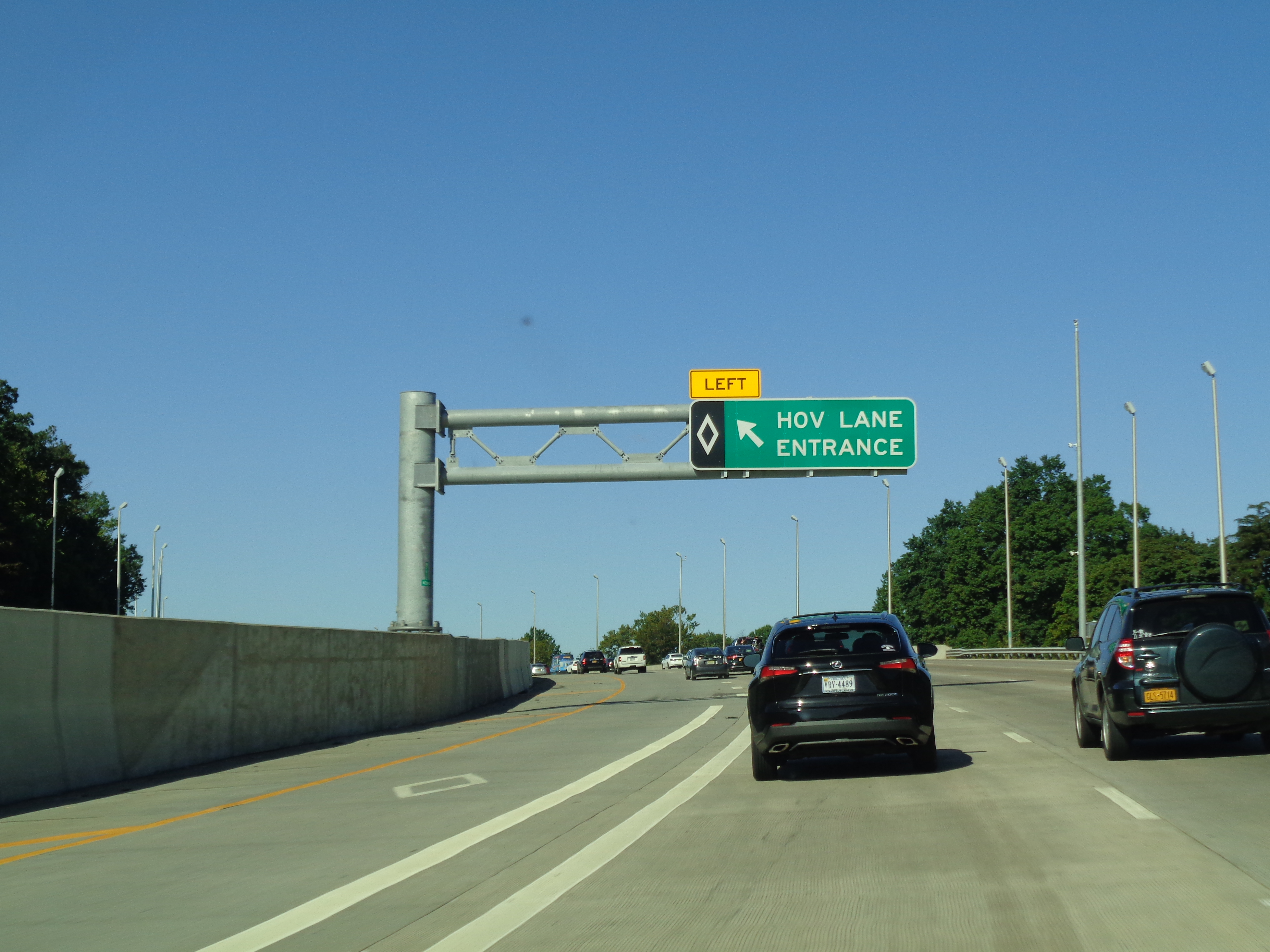
Попередження про дозволений заїзд на HOV (буфер з суцільною розміткою змінюється на переривчасту розмітку) Нью-Йорк.
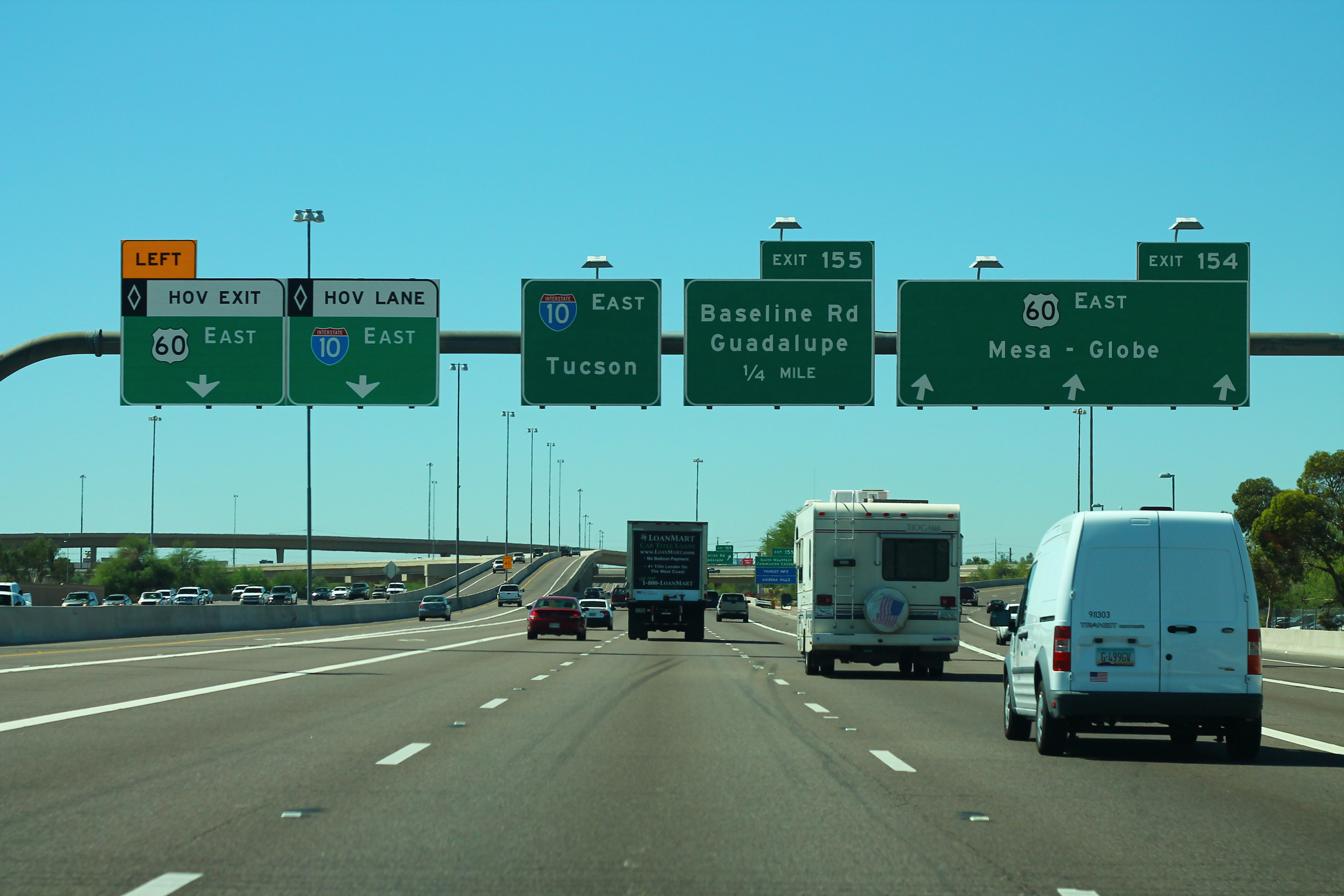
Дві ліві смуги належать до HOV (Аризона).
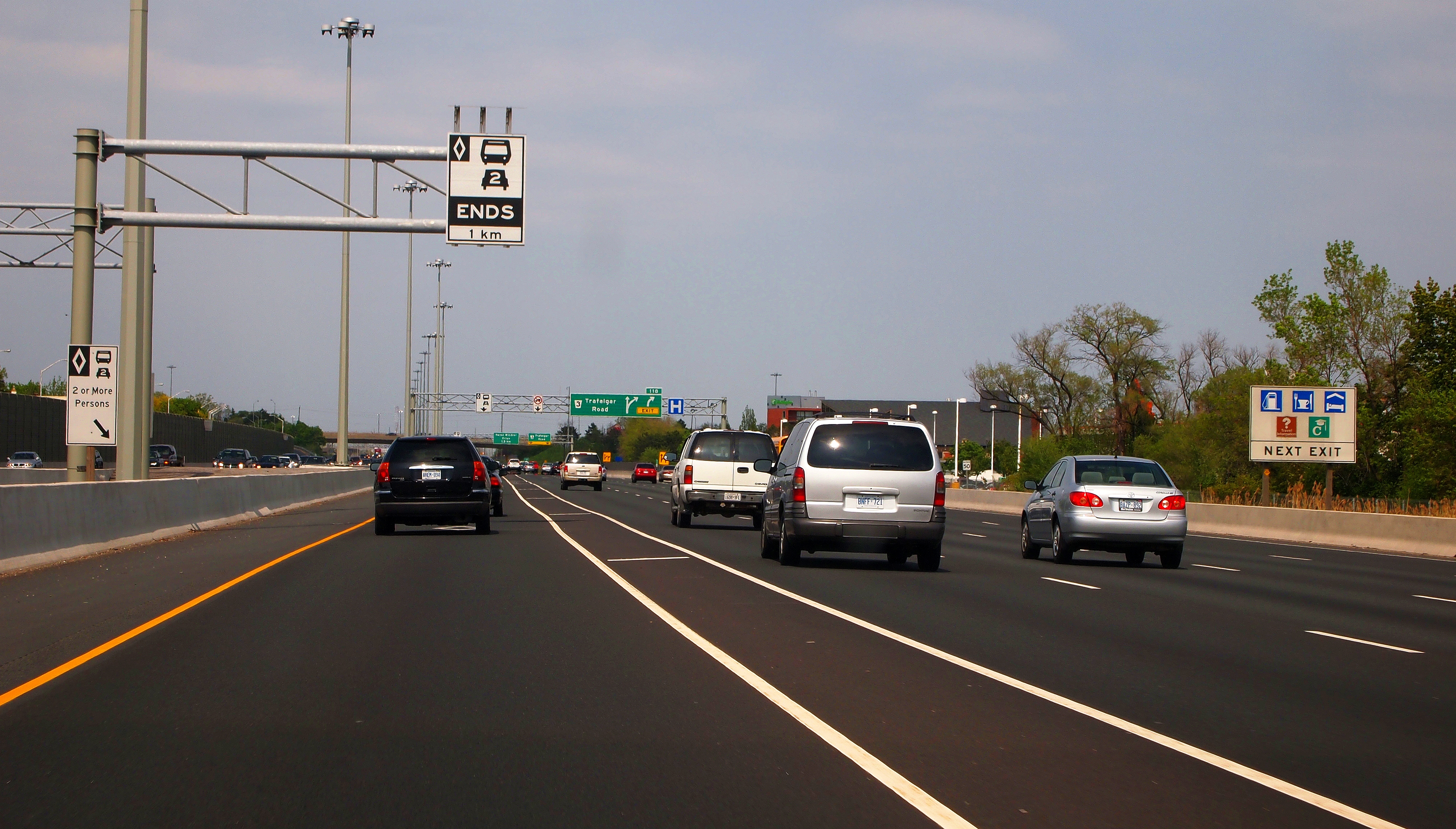
Знак ліворуч на бар'єрі нагадує, що цією смугою можуть їхати лише автобуси та авто з двома або більше особами. Знак над дорогою додатково повідомляє, що ця смуга закінчується через 1 км (Місісаґа, Онтаріо).

## Варіанти

### BAT
У Сіетлі деякі HOV переведені в так звані ВАТ-смуги (англ. Business Access and Transit). На них дозволено на короткий час заїжджати іншим транспортним засобам для повороту праворуч.

### HOT
Якщо смуги HOV не повністю завантажені, то інколи водіям без пасажирів дозволяють користуватися цими смугами за плату. Такий режим використання HOV називається НОТ (англ. High-Occupancy Toll lane). Найбільше він поширений у США. 2019 року НОТ проходили тестування в Канаді.
Перше практичне впровадження НОТ відбулося 1995 року в Каліфорнії. 2012 року в США вже було відкрито 473 км HOT і ще 262 км були в стадії будівництва. Загалом у восьми штатах є 10 НОТ.
Прихильники ідеї НОТ стверджують, що користь мають всі: як ті, хто користується цими смугами, так і ті, хто залишається в загальному безплатному потоці. Утім, цей аргумент має силу лише тоді, коли для НОТ побудована додаткова смуга руху, а не відчужена від існуючої автомагістралі.
Противники НОТ називають їх «Лексус-смуги» — окремий сервіс для багатіїв.
Часто оплата за користування НОТ варіюється залежно від інтенсивності руху та часу доби. Зроблено це для того, щоб гнучко регулювати завантаження смуг HOV. Способи збирання оплати — як на платних дорогах. Зазвичай тариф зростає в часи пік або за перших же проявів заторів. Така практика називається «оплата за затори».

## Доступ до HOV
Смуги HOV можуть мати різні правила користування ними. Зокрема, доступ до таких смуг мають:
- Приватні авто та таксі з мінімальною кількістю пасажирів (найчастіше, один або два, тобто дві або три особи в одному авто), включаючи дітей різного віку. Вагітні жінки вважаються одною особою. Остання примітка важлива, оскільки були випадки, коли вагітні жінки, які їхали наодинці, наполягали, що насправді вони представляють дві особи — саму жінку та ще ненароджену дитину[61]. Лише у штаті Луїзіана прийнято закон, що вважає вагітну жінку за дві особи, коли йдеться про проїзд по HOV[62]. Втім, є опоненти, які аргументовано доводять, що діти та особи без ліцензії водія, що їдуть пасажирами, не можуть бути виправданням для використання HOV. Їх присутність не зменшує транспортне навантаження, оскільки вони в будь-якому разі не їхали б наодинці[63].
- «Екологічні автомобілі», зокрема з електричним приводом (основним або допоміжним до ДВЗ). Такі авто мають або спеціальні номерні знаки, або етикетку на лобовому склі[64][65] чи на кузові. До них не відносять гібридні авто, в яких акумуляторна батарея заряджається лише від двигуна і не може заряджатися від електромережі[66].
- Авто з одним водієм, який оплатив проїзд (варіант НОТ).
- Мотоцикли[67][68][69].
- Автобуси, що мають не менше 16 місць для пасажирів, включно з водієм (незалежно від наявної кількості пасажирів у салоні)[61].
- Автомобілі екстрених служб (поліція, медична допомога, пожежна та деякі інші служби), які прямують на терміновий виклик[61]
- Окремі адміністрації можуть встановлювати дні, коли смуги HOV доступні для всіх видів авто. Наприклад, Департамент транспорту Вірджинії визначив у році десять святкових днів, коли знімаються обмеження на користування HOV[70].

Зразки номерних знаків та наклейок на екологічні авто, що дозволяють проїзд по смузі HOV без пасажирів
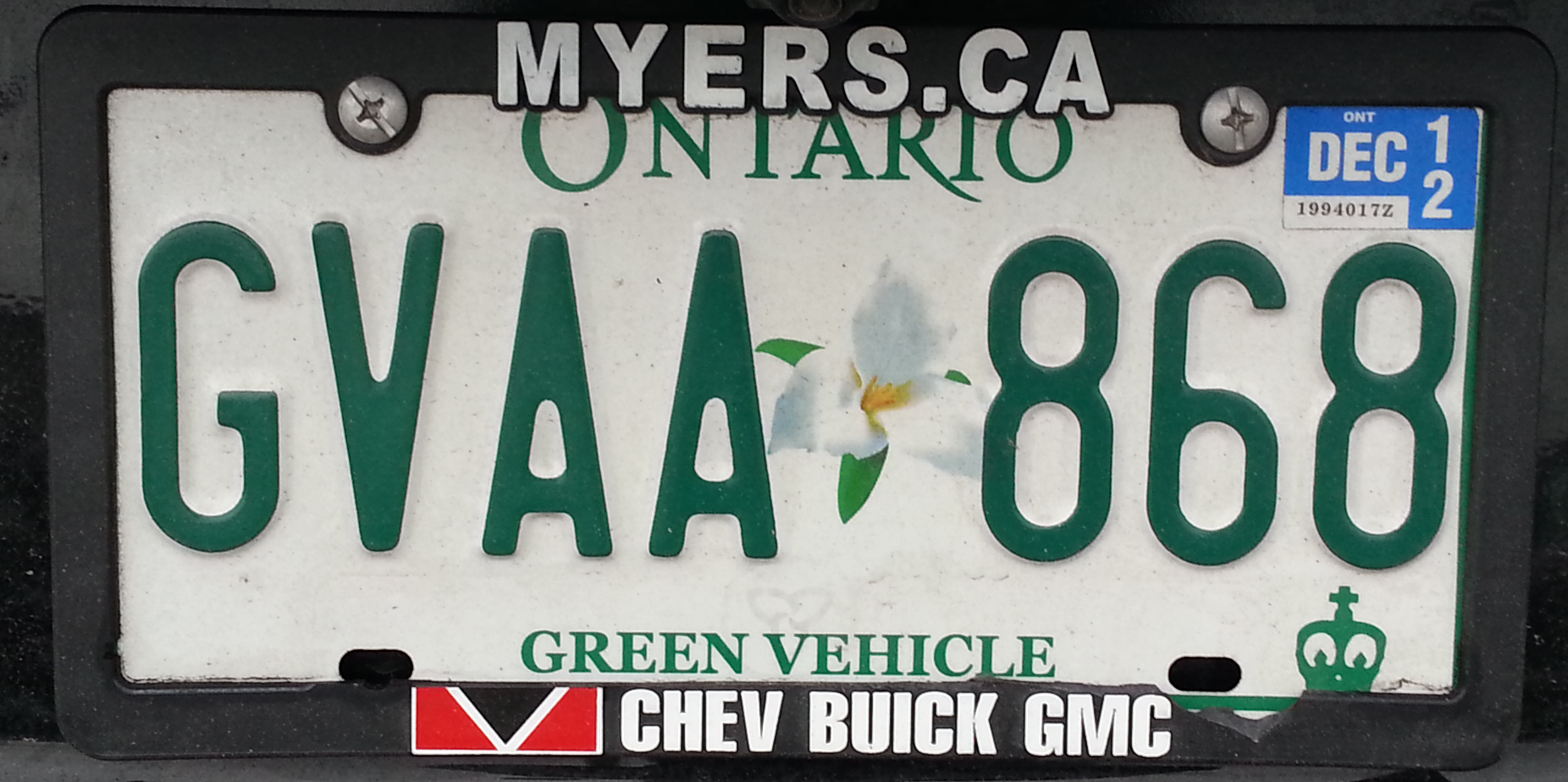
Онтаріо.
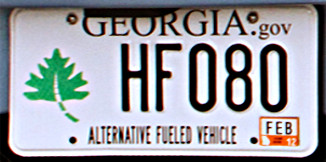
Джорджія.
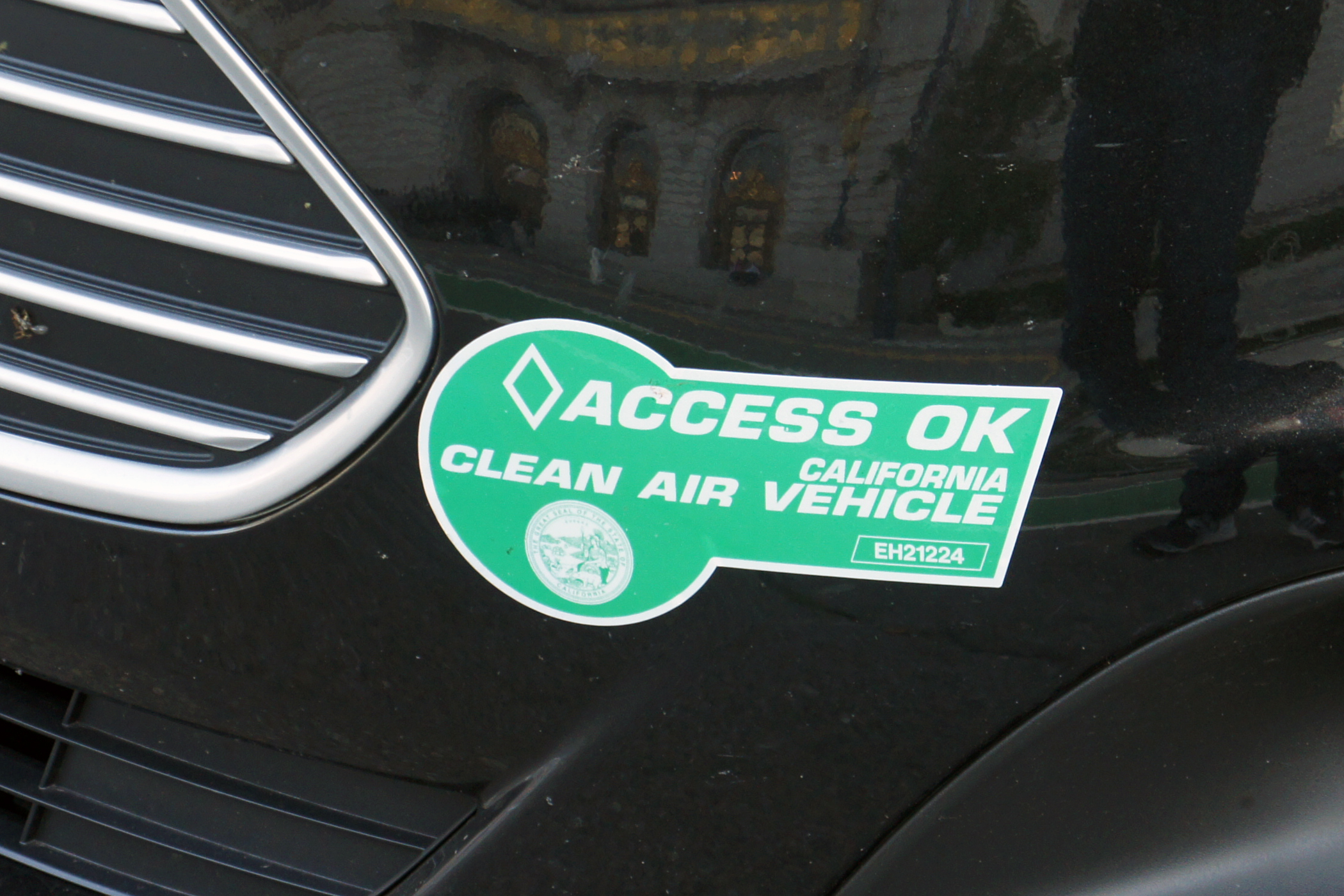
Каліфорнія.
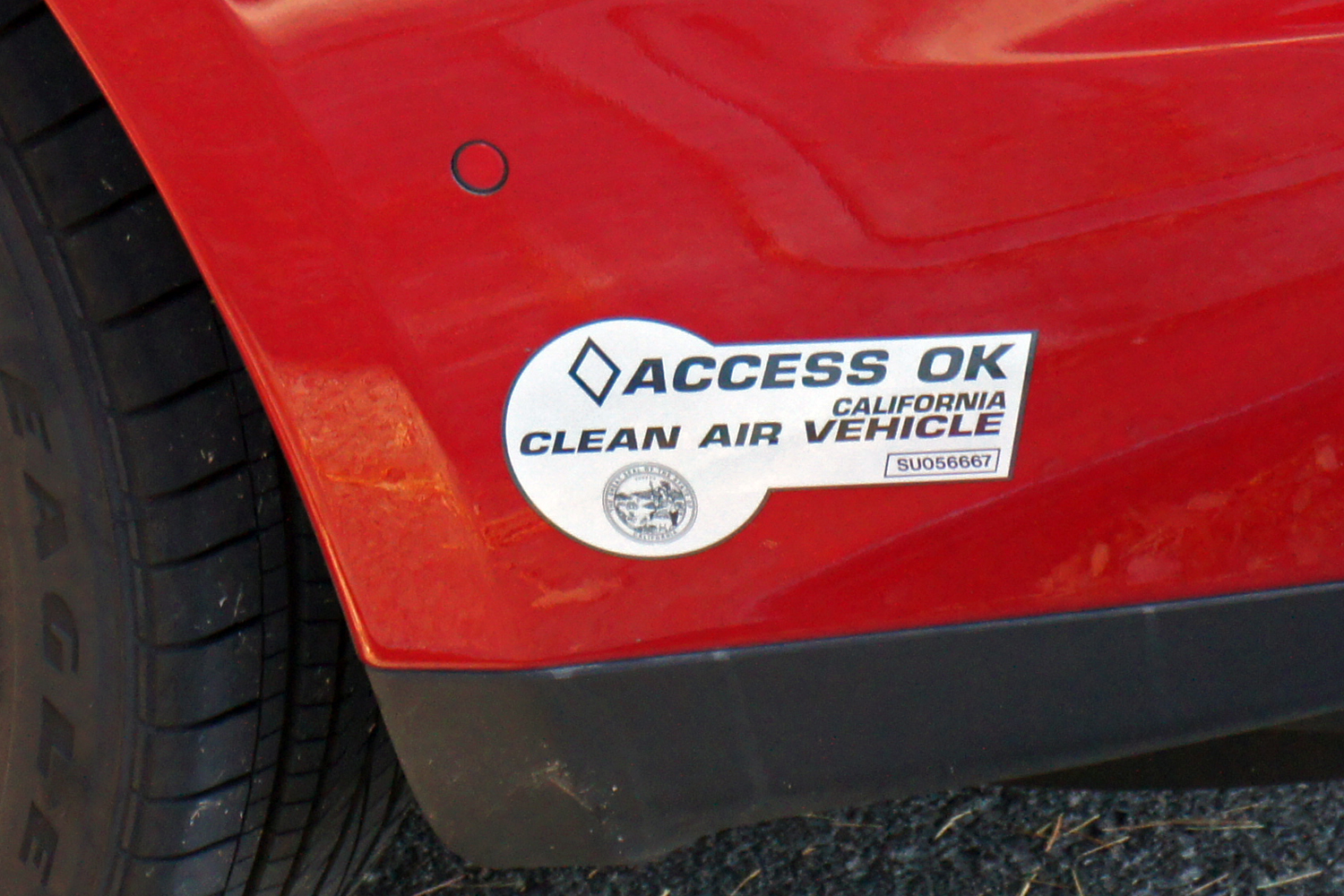
Каліфорнія.
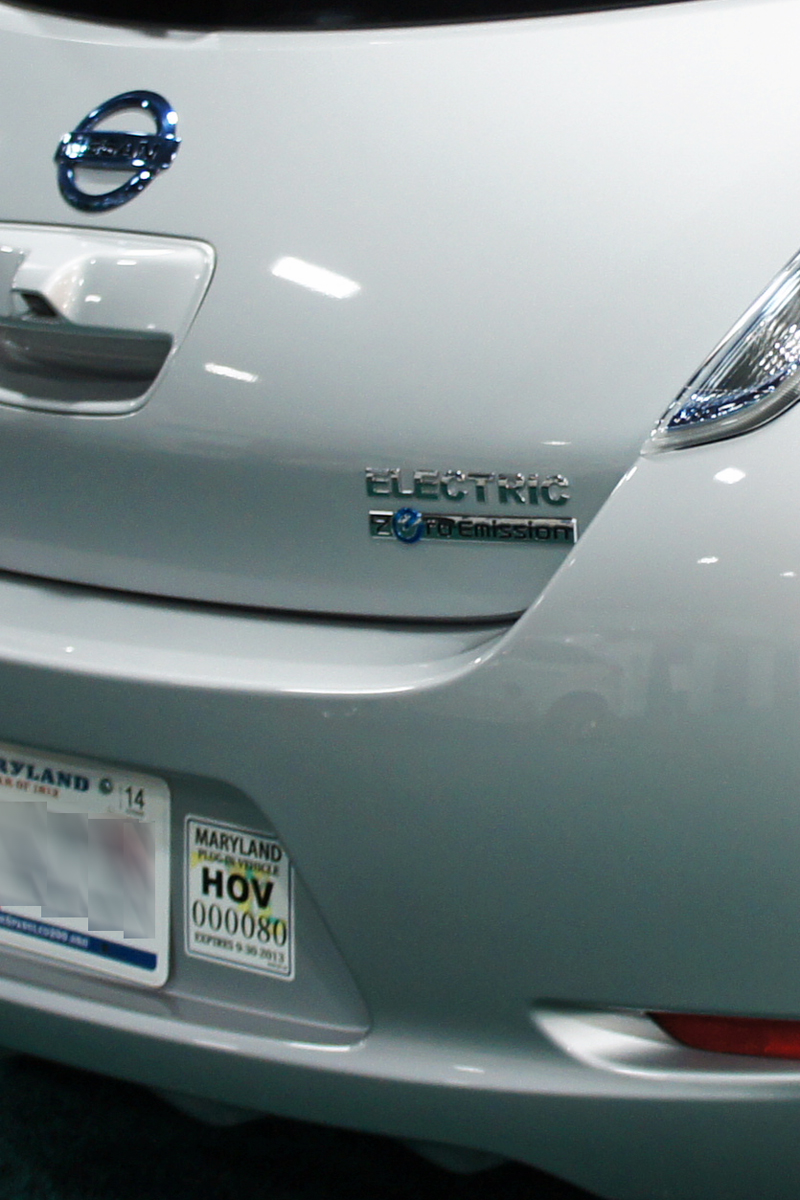
Меріленд.

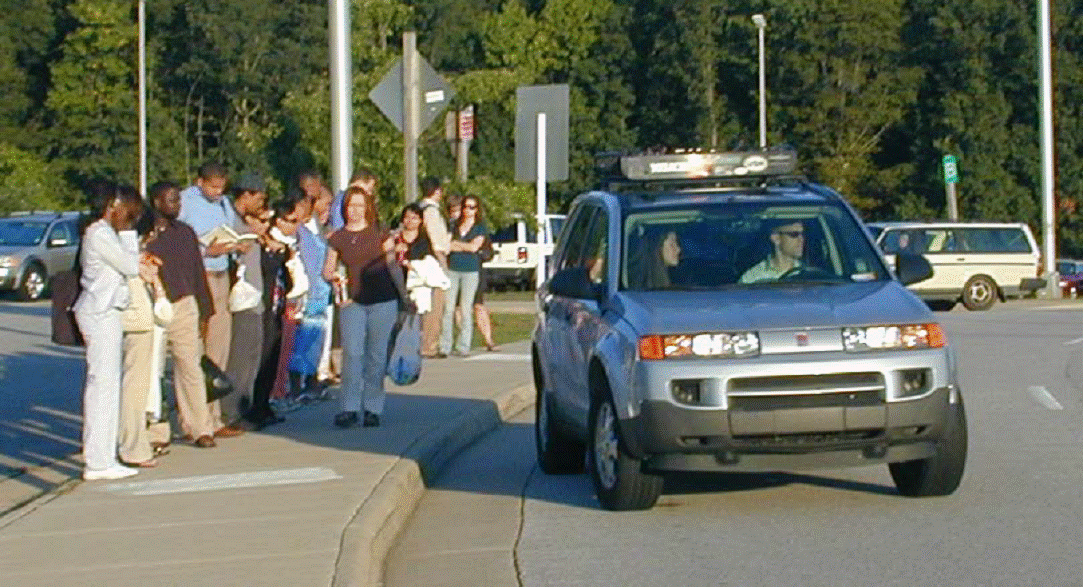
Водії підбирають пасажирів, щоб мати право скористатися HOV.

До 2008 року в Нью-Йорку мотоциклам не дозволявся заїзд на HOV, але після кількох скарг з боку Американської асоціації мотоциклістів їм дозволили користуватися HOV
В окремих штатах та провінціях як, наприклад, в Онтаріо (Канада), автомобілі служб таксі також допускаються до HOV, навіть без пасажирів. Вважається, що це пришвидшує пасажирообіг та заповнення таксі.
У кількох штатах США люди збираються в окремих місцях, де водії можуть підібрати пасажирів для того, щоб мати право проїзду по HOV. Працює це так. Водій зупиняється біля черги «попутників», виголошує кінцеву мету поїздки і люди (в порядку черги), яким це по дорозі, сідають до авто. Щоб якось врегулювати стихійні місця збору пасажирів на тротуарах та узбіччях, та хаотичні зупинки авто, поліція розставляє знаки про заборону паркування, підбирання пасажирів або взагалі зупинки. Подібні стихійні збирання попутників є також у Вашингтоні, Х'юстоні та Сан-Франциско. Цей феномен досліджувала Федеральна адміністрація автомобільних доріг. У своєму звіті адміністрація загалом прихильно поставилася до цього явища і вказувала на його ефективність та позитивний ефект для суспільства.

## Порушення правил користування HOV
Загалом порушення можна розділити на три види:
- неправомірне використання HOV;
- перетин буферної зони (через неперервну розмітку);
- перевищення швидкості руху.

Другий та третій види відносяться до порушень загальних правил руху. Лише перше є специфічним для HOV.

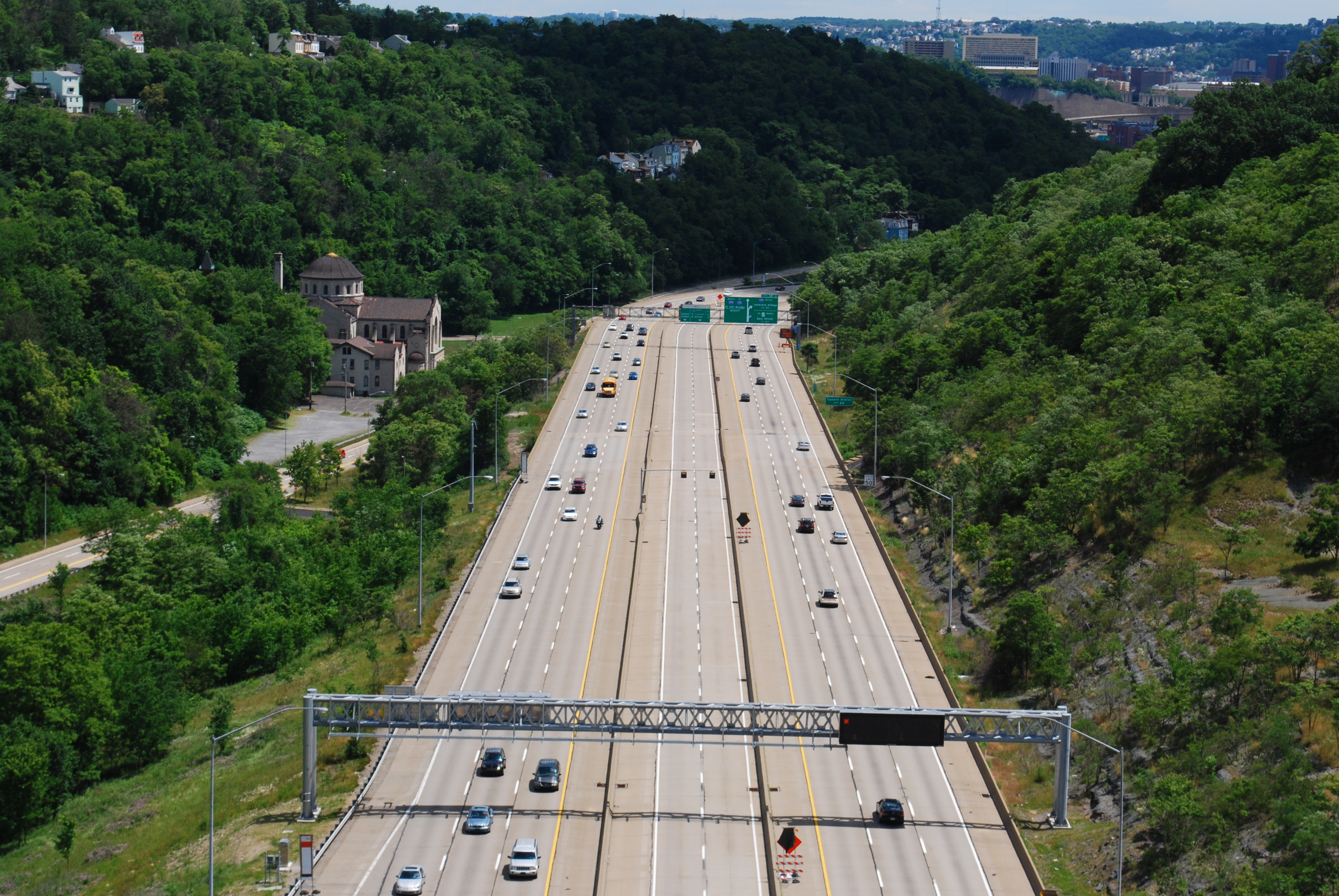
Реверсивна смуга руху HOV на автомагістралі I-279 поблизу Піттсбурга.

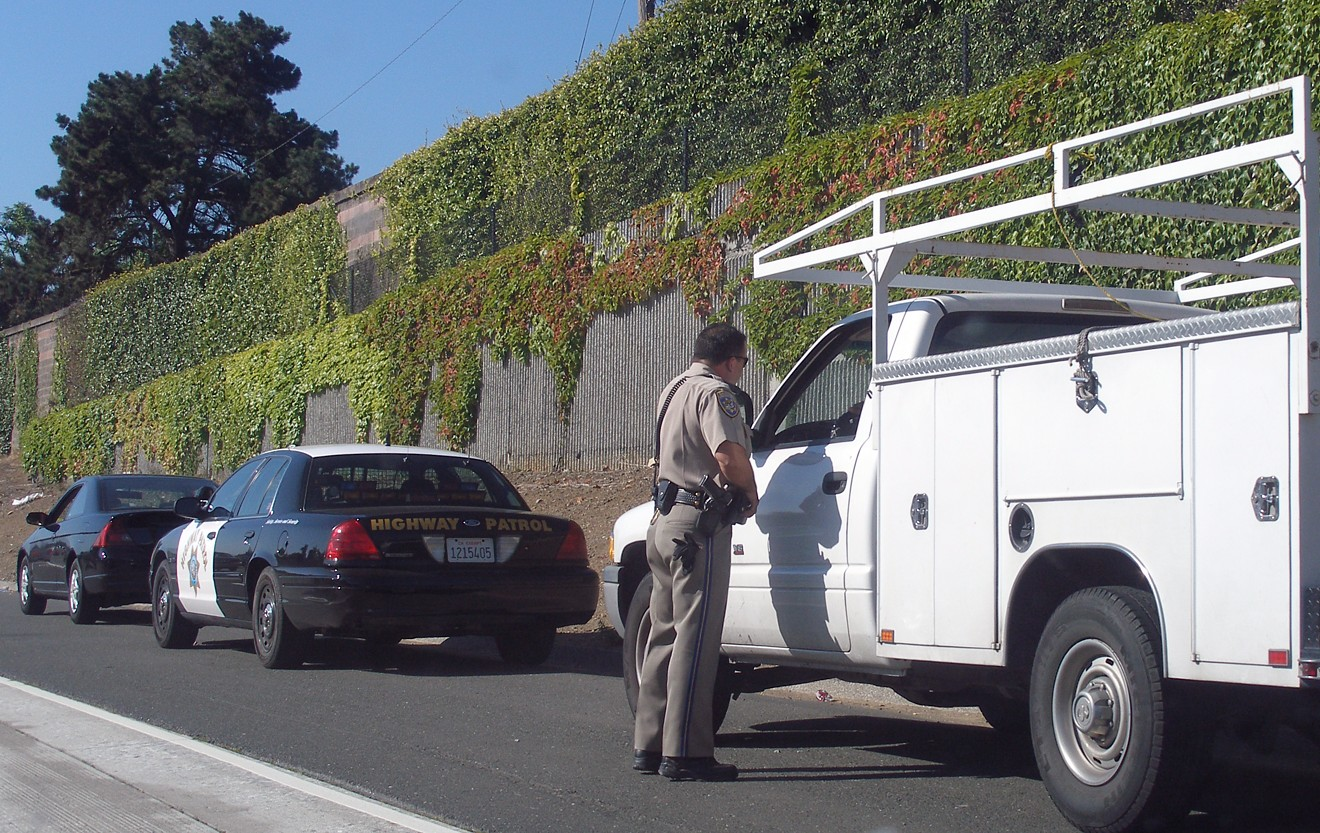
Поліцейський зупинив два автомобілі за проїзд по HOV без пасажирів. (Каліфорнія)

Зазвичай неправомірне використання HOV карається штрафом. У різних країнах, штатах та провінціях він становить від 50 до 300 доларів.
Від самого початку запровадження подібних смуг руху водії не переставали вправлятися у своїй винахідливості — як обманути систему. Найпопулярніші способи:
- Манекен (пластиковий чи надувний) на сидінні пасажира. Для більшої правдоподібності він декорується перукою, шапкою, сонячними окулярами, макіяжем[78];
- Фігури людей, вирізані з картону, розмальовані, або з фотографією[n 3];
- Надувні кульки розміром з голову людини, з намальованим лицем, приклеєною перукою, шапкою. Такі кульки чіпляються до спинки сидіння пасажира на рівні уявної голови;
- Пристебнуті ремені безпеки пасажира і водій повертає голову та нахиляється, нібито розмовляючи з пасажиром;
- Затінювання лобового скла з боку пасажира та опускання сонцезахисного козирка, щоб перешкодити поліцейському розгледіти відсутність пасажира;
- Дитяче сидіння з великою лялькою на місці пасажира, інколи накрите покривалом;
- Домашні тварини з відповідними пасками безпеки на сидінні пасажира;
- Окремий випадок — коли вагітні жінки намагаються переконати поліцейського, що ще ненароджена дитина є окремою особою. Хоча це й дещо відповідає церковним канонам, проте цивільний закон має іншу точку зору[80]. Така розбіжність у трактуванні вагітності обійшлося одній жительці Аризони штрафом на 367 доларів[81].
- У Британській Колумбії (Канада) стало популярним наклеювання фальшивих або викрадених етикеток (stickers), що призначені для «екологічно чистих» авто, на звичайні автомобілі[82].

В інших випадках водії пробували використати спальний мішок. Ще один водій поклав на сидіння пасажира Articles of incorporation (документ, що визнає встановлення корпорації). У суперечці з поліцейським та в судовому засіданні водій посилався на закон Каліфорнії, у якому є означення особи як «природна особа або корпорація». Суддя на це відповів, що «здоровий глузд вказує, що листок паперу на сидінні не зменшує дорожні затори». Таке формальне трактування законів штату коштувало водієві 478 доларів.
Найбільш відразливими були випадки, коли поліцейські знаходили на пасажирському сидінні тіла мертвих людей. Загалом, чи на пасажирському сидінні, чи в труні, мерці не вважаються пасажирами на HOV.
Протягом 2009 та 2010 років у Брисбені (Австралія) виявлено, що майже 90 % водіїв порушують правила використання HOV. Посилене поліцейське патрулювання дозволило поліпшити ситуацію, внаслідок чого скоротився час автобусного сполучення, підвищилася пропускна статистика, але проблема порушників все ж залишилася.
За правомірністю використання HOV слідкує поліція. У штаті Вашингтон федеральна адміністрація доріг запровадила програму «HERO», яка заохочує водіїв повідомляти про помічені порушення користування HOV. За перше порушення водії отримують поштою брошуру з правилами руху. Після другого — отримують лист-попередження від адміністрації доріг, після третього — лист-попередження від поліції (але без штрафних санкцій). У 2017—2018 роках від водіїв отримано понад 64 тис. дзвінків і половині з помічених порушників надіслано брошури з правилами руху.
Впіймати порушника правил HOV дуже складно, особливо в години пік. Хоча більшість водіїв обурюються, коли хтось неправомірно займає смугу HOV, їх обурення ще більше зростає, коли поліцейський зупиняє порушника і цим створює довгі затори на дорозі. Така зупинка, крім заторів, підвищує також аварійну небезпеку. Тому часто поліцейські вирішують не переслідувати порушників, щоб не погіршувати ситуацію на дорозі.

## Ефективність
Зазвичай офіційні звіти показують позитивний ефект від впровадження смуг HOV.
Заявлена ефективність HOV часто може бути фіктивною. Основне призначення цих смуг — спонукати людей робити спільні поїздки (карпулінг) і тим самим зменшувати кількість авто на дорогах. Проте значна частина авто, що користується HOV, — це відсортовані із загального транспортного потоку, які, за наявності двох чи більше осіб у салоні, переходять на смугу HOV. Тобто, загальна кількість авто не зменшується і кількість перевезених осіб не збільшується, лише для окремих авто покращуються умови руху. Такий же результат (і навіть кращий) буде отриманий простим створенням додаткових смуг проїзду.
Крім того, смуги HOV можуть бути ефективними лише доки інтенсивність руху на них суттєво менша, ніж на основних смугах. Ефективними вони вважаються до інтенсивності 1500 автомобілів на годину, що відповідає рівневі зручності руху «С» за американською шкалою (англ. Level of service).
Смуги HOV, які завантажені близько до проєктної пропускної спроможності, з часом деградують, тобто швидкість руху на них зменшується. Єдиний метод підтримувати їх ефективність — робити правила проїзду жорсткішими, наприклад, переводити їх з категорії 2+ до 3+, забороняти рух екологічно чистих авто з одним лише водієм, порожніх таксі, мотоциклів тощо. За таким принципом вдалися до регулювання в Каліфорнії, де близько 220 тисяч авто із «зеленими» етикетками втратили право користуватися HOV з 2019 року. Це стосується всіх «екологічних» авто, випущених до 2017 року.
У протилежному випадку, коли збудовані смуги не використовуються на повну потужність, намагаються привабити до них додаткових водіїв. Вважається, що смуги HOV не виправдовують себе, якщо інтенсивність руху на них менша 500—600 автомобілів на годину. Так, у деяких штатах смуги HOV, що тривалий час залишалися недовантаженими, було переведено в режим НОТ..
Хоча вважається, що смуги HOV покликані зменшити затори на дорогах, у технічних документах така мета безпосередньо не вказується. Натомість вживається обтічніше і менш відповідальне формулювання «максимізувати використання існуючих доріг та автомагістралей за зростаючого транспортного навантаження». Окремо зазначено, що «в регіонах, які розвиваються, стратегія HOV не обов'язково зменшує затори на окремих автомагістралях».
HOV можуть бути також ефективним способом керувати транспортним потоком в умовах надзвичайного стану, як це було в Нью-Йорку під час урагану Сенді 2012 року. Тоді мер міста Блумберг заборонив автомобілям, у яких було менше трьох осіб, в'їжджати до Мангеттена. Обмеження стосувалося всіх мостів та тунелів за винятком моста Джорджа Вашингтона.

## Критика
Противники ідеї HOV стверджують, що ці смуги не використовуються на повну пропускну спроможність. Наразі залишається відкритим питання, чи їх ефективність настільки значна, що перекриває затримки в русі на інших загальних смугах.
Аналіз ефективності та моделювання транспортних потоків, виконані в США, показали, що позитивні ефекти у збереженні енергії та зменшенню шкоди довкіллю нівелюються у довготерміновій перспективі. Побічним результатом впровадження HOV є «урбаністичне розрідження» (англ. urban sprawl), менш щільна забудова і збільшення попиту на приватні будинки. Загалом стверджується, що HOV практично не впливають на споживання енергії та екологію. Натомість ефективним заходом є впровадження смуг HOT.
Часто місцева громадськість, яка виступає проти розширення автомагістралей взагалі, протестує також проти відокремлення смуг для HOV. Основні аргументи:
- зиск від HOV має лише транзитний транспорт, а не навколишні жителі;
- створення HOV викликає ефект індукованого попиту, результатом якого є нові дорожні затори[106][107].

Визнаючи громадський супротив відокремленню смуг для HOV, у нормативних документах окремо зазначається, що «було би серйозною помилкою включати обговорення про відособлення одної смуги для HOV із наразі вже існуючих на автомагістралі, особливо на стадії обговорення пілотних проєктів».
Директор відділу зовнішніх зв'язків інституту Beacon Hill в інтерв'ю «The Boston Globe» наполягає на низькій ефективності смуг HOV. Одна з причин цього — індивідуалізм американських громадян, які ніколи не відмовляться від свого права їздити наодинці і з комфортом. Наразі лише 9 відсотків американців практикують карпулінг, хоча опитування на цій же сторінці «The Boston Globe» показує, що 62 % респондентів вважають ідею HOV корисною